# Ustrzyki Dolne
Ustrzyki Dolne este un oraș în Polonia.